# Liste des cardinaux créés par Alexandre VII
Le pape Alexandre VII (1655-1667) a créé 38 cardinaux dans 6 consistoires.

## Créés le 9 avril 1657
- Flavio Chigi
- Camillo Melzi
- Giulio Rospigliosi (deviendra le pape Clément IX)
- Girolamo Buonvisi
- Francesco Paolucci
- Nicola Guidi di Bagno
- Scipione Pannocchieschi d'Elci
- Girolamo Farnese
- Antonio Bichi
- Pietro Sforza Pallavicino

## Créés le 29 avril 1658
- Volumnio Bandinelli (1598-1667), créé in pectore
- Giacomo Franzoni (1612-1697), créé in pectore
- Odoardo Vecchiarelli (1613-1667), créé in pectore

## Créés le 5 avril 1660
- Pascual de Aragón-Córdoba-Cardona y Fernández de Córdoba (1626-1677), chapelain de la Chapelle royale Reyes Nuevos à la Cathédrale de Tolède, futur archevêque de Tolède (1666)
- Grégoire Barbarigo (1625-1697), évêque de Bergame
- Francesco Maria Mancini (1606-1672), proche du cardinal Mazarin
- Pietro Vidoni (1610-1681), évêque de Lodi, puis nonce apostolique en Pologne
- Franz Wilhelm von Wartenberg (1593-1661), évêque de Ratisbonne

## Créés le 14 janvier 1664
- Girolamo Boncompagni
- Carlo Bonelli
- Celio Piccolomini
- Carlo Carafa della Spina
- Alfonso Litta
- Neri Corsini
- Giacomo Filippo Nini
- Paluzzo Paluzzi Altieri Degli Albertoni
- Cesare Maria Antonio Rasponi
- Giannicolò Conti
- Angelo Celsi
- Paolo Savelli

## Créés le 15 février 1666
- Giulio Spinola
- Carlo Roberti de’ Vittori
- Vitaliano Visconti
- Innico Caracciolo (1607-1685)

## Créés le 7 mars 1667
- Giovanni Delfino
- Guidobald von Thun
- Louis II de Vendôme
- Luis Guillermo de Moncada Aragón Luna de Peralta y de la Cerda

### Source
- Charles Berton et Jacques-Paul Migne, Dictionnaire des cardinaux : contenant des notions générales sur le cardinalat, Paris, Jacques-Paul Migne, 1857, 1824 p. (lire en ligne) La Liste des Cardinaux créés par Alexandre VII est page 1779.